# Lední hokej na Zimních olympijských hrách 1928

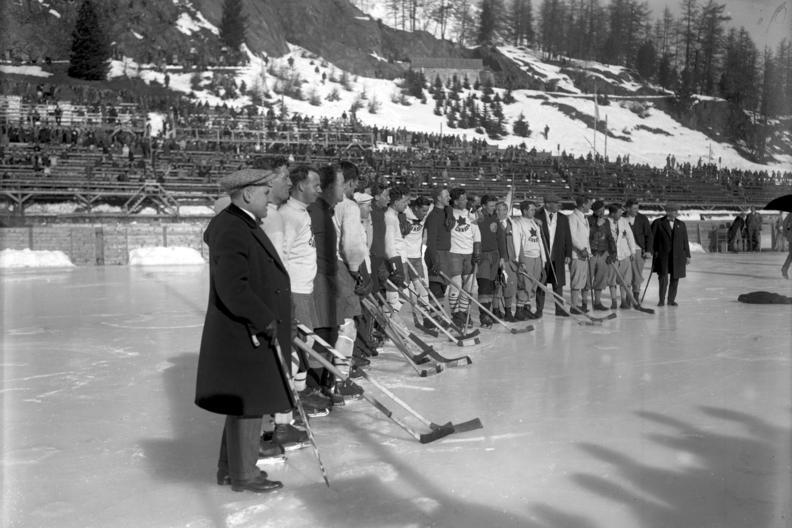
Kanadští a švédští hokejisté po zápase ve finálové skupině.

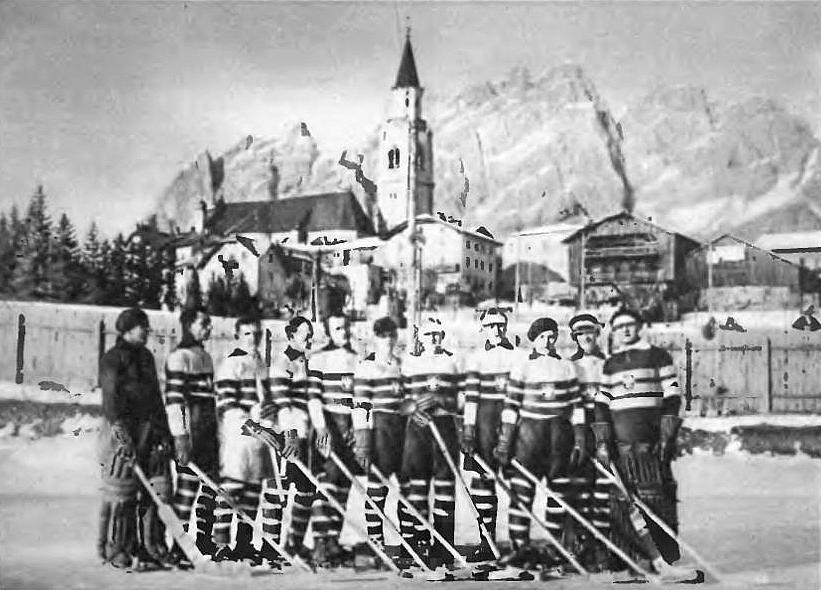
Polské hokejové mužstvo na ZOH 1928

Hokejový turnaj v rámci Zimních olympijských her 1928 se konal od 11. do 19. února v Badrutts Parku
ve Svatém Mořici ve Švýcarsku zároveň také jako 3. mistrovství světa a 13. Mistrovství Evropy v ledním hokeji. Turnaje se zúčastnilo jedenáct mužstev a na nejvyšší stupínek opět vystoupali Kanaďané, kteří byli přímo nasazeni do finálové skupiny, v níž neobdrželi žádný gól. Titul mistra Evropy získali Švédové.

## Průběh
Ze zámoří přijeli tentokrát pouze právě Kanaďané z klubu Toronto Varsity Grads, kteří nejprve měli dostatek času na odpočinek. Zbylých deset mužstev bylo rozděleno do tří skupin, z nichž se pouze vítězové dostali do bojů o medaile. Všechny skupiny se vyvíjely velmi zajímavě, pouze Maďaři odjeli domů bez bodu a Němci nevstřelili jediný gól. Nejzamotanější byla situace ve skupině A, v níž se první tři celky porazily navzájem a Britové se dále dostali pouze díky nejlepšímu skóre. Nejtěsnějších výsledků bylo dosaženo ve skupině C, v níž udělali domácím fanouškům radost Švýcarští hokejisté.
Československé národní hokejové mužstvo přijelo v sestavě vytvořené za složitých podmínek, protože nejstarší generace hráčů tušila, že se pro ně jedná o poslední příležitost se na takový turnaj vypravit. Přesto v ní převažovali již spíše mladí hráči a nedostalo se např. ani na kanonýra Jirkovského. Tým čekal rozhodující zápas hned na začátku. Švédům českoslovenští hráči nevstřelili žádnou branku a nezachránila je ani následující těsná výhra nad Poláky.
Finálová skupina se odehrála zcela v režii kanadských hokejistů, kteří všechny porazili dvouciferným výsledkem. Jako první se s nimi utkali Švédové, kteří se posléze alespoň mohli v klidu soustředit na zisk titulu mistra Evropy. Domácí hokejisté odsunuli ve světovém pořadí mimo medailové pozice Brity.

## Výsledky a tabulky

### Skupina A
|    |                | GBR                | FRA     | BEL    | HUN | V | R | P | Skóre | B |
| 1. | Velká Británie | Spojené království | 2:3     | 7:3    | 1:0 | 2 | 0 | 1 | 10:6  | 4 |
| 2. | Francie        | 3:2                | Francie | 1:3    | 2:0 | 2 | 0 | 1 | 6:5   | 4 |
| 3. | Belgie         | 3:7                | 3:1     | Belgie | 3:2 | 2 | 0 | 1 | 9:10  | 4 |
| 4. | Maďarsko       | 0:1                | 0:2     | 2:3    |     | 0 | 0 | 3 | 2:6   | 0 |

 Francie –  Maďarsko 2:0 (0:0, 2:0, 0:0)
11. února 1928 (13:00) – Svatý Mořic (Olympia-Eisstadion Badrutts Park)

Branky Francie: 23. Albert de Rauch, 27. Leonhard Quaglia.

Rozhodčí: André Poplimont (BEL)
 Velká Británie –  Belgie 7:3 (3:1, 2:0, 2:2)
11. února 1928 (14:00) – Svatý Mořic (Olympia-Eisstadion Badrutts Park)

Branky Velké Británie: 4× Colin Carruthers, 2× Ross Cuthbert, Charles Wylde

Branky Belgie: Mark Peltzer, Pierre van Reyschoot, David Meyer

Rozhodčí: Hans Weinberger (AUT)
 Belgie –  Maďarsko 	3:2 (0:1, 3:1, 0:0)
12. února 1928 (8:30) – Svatý Mořic (Olympia-Eisstadion Badrutts Park)

Branky Belgie: 2× Mark Peltzer, Pierre van Reyschoot

Branky Maďarska: Béla Weiner, Sándor Minder

Rozhodčí: Edgar Dietrichstein (AUT)
 Francie –  Velká Británie 3:2 (0:1, 3:1, 0:0)
12. února 1928 (11:30) – Svatý Mořic (Olympia-Eisstadion Badrutts Park)

Branky Francie: 21. Gérard Simond, 23. Albert Hassler, 3:2 Albert de Rauch.

Branky Velké Británie: 13. Eric Carruthers, 22. Wilbert Hurst-Brown.

Rozhodčí: Paul Loicq (BEL)
 Belgie –  Francie 	3:1 (2:0, 0:0, 1:1)
16. února 1928 (8:45) – Svatý Mořic (Olympia-Eisstadion Badrutts Park)

Branky Belgie: Jacques van Reyschoot, Pierre van Reyschoot, Mark Pelzer.

Branky Francie: Gérard Simond.

Rozhodčí: Peter  Müller (SUI)
  Velká Británie –  Maďarsko 	1:0 (1:0, 0:0, 0:0)
16. února 1928 – Svatý Mořic (Olympia-Eisstadion Badrutts Park)

Branky Velké Británie: Eric Carruthers

Rozhodčí: André Poplimont (BEL)

### Skupina B
|    |         | SWE     | TCH            | POL    | V | R | P | Skóre | B |
| 1. | Švédsko | Švédsko | 3:0            | 2:2    | 1 | 1 | 0 | 5:2   | 3 |
| 2. | ČSR     | 0:3     | Československo | 3:2    | 1 | 0 | 1 | 3:5   | 2 |
| 3. | Polsko  | 2:2     | 2:3            | Polsko | 0 | 1 | 1 | 4:5   | 1 |

 Československo –  Švédsko 0:3 (0:1, 0:1, 0:1)
11. února 1928 (16:30) – Svatý Mořic (Olympia-Eisstadion Badrutts Park)

Branky Švédska: 15. Gustaf Johansson, 20. Sigfrid Öberg, 32. Gustaf Johansson.

Rozhodčí: Frank Fisher (CAN)
ČSR: Jan Peka - Josef Šroubek, Jaroslav Pušbauer – Bohumil Steigenhöfer, Josef Maleček, Wolfgang Dorasil – Jan Krásl, Erwin Lichnofsky.
Švédsko: Nils Johansson-Ingwe – Carl Abrahamsson, Henry Johansson - Wilhelm Petersén, Sigfrid Öberg,  Gustaf Johansson – Birger Holmqvist, Ernst Karlberg.
 Švédsko –  Polsko	2:2 (1:0, 1:2, 0:0)
12. února 1928 (10:00) – Svatý Mořic (Olympia-Eisstadion Badrutts Park)

Branky Švédska: 1:0 8. Birger Holmqvist, 2:0 16. Birger Holmqvist.

Branky Polska: 2:1 Tadeusz Adamowski, 2:2 Aleksander Tupalski

Rozhodčí: Red Porter (CAN)
Švédsko: Nils Johansson-Ingwe – Carl Abrahamsson, Henry Johansson – Wilhelm Petersén, Gustaf Johansson, Birger Holmqvist – Sigfrid Öberg, Bertil Linde.
Polsko: Józef Stogowski – Lucjan Kulej, Aleksander Kowalski – Wlodzimierz Krygier, Aleksander Tupalski, Tadeusz Adamowski – Bronislaw Makowski, Karol Szenajch.
 Československo –  Polsko	3:2 (1:1, 1:1, 1:0)
13. února 1928 (10:00) – Svatý Mořic (Olympia-Eisstadion Badrutts Park)

Branky Československa: 1:0 1. Josef Maleček, 2:1 28. Karel Hromádka, 3:2 44. Josef Maleček

Branky Polska: 1:1 8. Aleksander Tupalski, 2:2 30. vlastní Josef Šroubek.

Rozhodčí: Sándor Minder (HUN)
ČSR: Jan Peka – Josef Šroubek, Jaroslav Pušbauer – Bohumil Steigenhöfer, Josef Maleček, Wolfgang Dorasil – Karel Hromádka, Jiří Tožička.
Polsko: Józef Stogowski – Lucjan Kulej, Aleksander Kowalski – Wlodzimierz Krygier, Aleksander Tupalski, Tadeusz Adamowski – Kazimierz Zebrowski, Karol Szenajch. 

### Skupina C
|    |           | SUI       | AUT      | GER     | V | R | P | Skóre | B |
| 1. | Švýcarsko | Švýcarsko | 4:4      | 1:0     | 1 | 1 | 0 | 5:4   | 3 |
| 2. | Rakousko  | 4:4       | Rakousko | 0:0     | 0 | 2 | 0 | 4:4   | 2 |
| 3. | Německo   | 0:1       | 0:0      | Německo | 0 | 1 | 1 | 0:1   | 1 |

 Švýcarsko –  Rakousko 4:4 (2:4, 1:0, 1:0)
11. února 1928 (11:00) – Svatý Mořic (Olympia-Eisstadion Badrutts Park)

Branky Švýcarska: 2× Robert Breiter, Louis Dufour, Heinrich Meng

Branky Rakouska: 2× Josef Göbl, 2× Ulrich Lederer

Rozhodčí: Paul Loicq (BEL)
 Německo –  Rakousko	0:0
12. února 1928 (13:00) – Svatý Mořic (Olympia-Eisstadion Badrutts Park)

Rozhodčí: André Poplimont (BEL)
 Švýcarsko –  Německo 1:0 (1:0, 0:0, 0:0)
16. února 1928 – Svatý Mořic (Olympia-Eisstadion Badrutts Park)

Branky Švýcarska: Richard Torriani

Rozhodčí: Red Porter (CAN)

### Finále
|    |                | CAN  | SWE     | SUI       | GBR                | V | R | P | Skóre | B |
| 1. | Kanada         |      | 11:0    | 13:0      | 14:0               | 3 | 0 | 0 | 38:0  | 6 |
| 2. | Švédsko        | 0:11 | Švédsko | 4:0       | 3:1                | 2 | 0 | 1 | 7:12  | 4 |
| 3. | Švýcarsko      | 0:13 | 0:4     | Švýcarsko | 4:0                | 1 | 0 | 2 | 4:17  | 2 |
| 4. | Velká Británie | 0:14 | 1:3     | 0:4       | Spojené království | 0 | 0 | 3 | 1:21  | 0 |

 Kanada –  Švédsko 11:0 (4:0, 5:0, 2:0)
17. února 1928 (8:30) – Svatý Mořic (Olympia-Eisstadion Badrutts Park)

Branky Kanady: 5× Dave Trottier, 2× Hugh Plaxton, 2× Louis Hudson, 2× Frank Sullivan

Rozhodčí: Paul Loicq (BEL)
 Švýcarsko –  Velká Británie 	4:0 (0:0, 2:0, 2:0)
17. února 1928 (10:00) – Svatý Mořic (Olympia-Eisstadion Badrutts Park)

Branky Švýcarska: 2× Louis Dufour, Albert Geromini, Anton Morosani

Rozhodčí: Bert Plaxton (CAN)
 Švédsko –  Švýcarsko 4:0 (1:0, 0:0, 3:0)
18. února 1928 (8:30) – Svatý Mořic (Olympia-Eisstadion Badrutts Park)

Branky Švédska: 2× Birger Holmqvist, 2× Gustaf Johansson

Rozhodčí: André Poplimont (BEL)
 Kanada –  Velká Británie 14:0 (6:0, 4:0, 4:0)
18. února 1928 (následně po utkání Švédsko – Švýcarsko) – Svatý Mořic (Olympia-Eisstadion Badrutts Park)

Branky Kanady: 6× Hugh Plaxton, 2× Dave Trottier, 2× Herbert Plaxton, 2× Louis Hudson, John Porter, Frank Fisher

Rozhodčí: Bobby Bell (SUI)
 Švédsko –  Velká Británie 3:1 (2:1, 0:0, 1:0)
19. února 1928 (11:15) – Svatý Mořic (Olympia-Eisstadion Badrutts Park)

Branky Švédska: 2× Wilhelm Petersen, Gustaf Johansson

Branky Velké Británie: Eric Carruthers

Rozhodčí: André Poplimont (BEL)
 Kanada –  Švýcarsko 13:0 (2:0, 6:0, 5:0)
19. února 1928 (následně po utkání Švédsko – Velká Británie) – Svatý Mořic (Olympia-Eisstadion Badrutts Park)

Branky Kanady: 5× Dave Trottier, 4× Hugh Plaxton, 2× John Porter, 2× Ross Taylor

Rozhodčí: Paul Loicq (BEL)

## Statistiky
| Poř. | Nejlepší střelci | Branky |
| ---- | ---------------- | ------ |
| 1.   | Dave Trottier    | 12     |
| 1.   | Hugh Plaxton     | 12     |
| 3.   | Eric Carruthers  | 7      |
| 4.   | Gustaf Carlsson  | 5      |
| 5.   | Louis Hudson     | 4      |
| 5.   | Marco Peltzer    | 4      |
| 5.   | Alfred de Rauch  | 4      |
| 5.   | Simon Gerard     | 4      |

## Soupisky

### Soupiska Kanady
Kanada (Toronto Varsity Grads)

Brankáři: Joseph Sullivan, Norbert Mueller.

Obránci: John Porter, Ross Taylor, Frank Fisher, Roger Plaxton.

Útočníci: Dave Trottier, Hugh Plaxton, Louis Hudson, Herbert Plaxton, Frank Sullivan, Charles Delahay.

Trenér: Conn Smythe.

### Soupiska Švédska
Švédsko

Brankáři: Nils Johansson-Ingwe, Curt Sucksdorff.

Obránci: Carl Abrahamsson, Henry Johansson.

Útočníci:Emil Bergman, Birger Holmqvist, Gustaf Johansson, Ernst Karlberg, Erik Larsson, Bertil Linde, Wilhelm Petersén, Sigfrid Öberg.

Trenér: Viking Harbom

### Soupiska Švýcarska
Švýcarsko 

Brankáři: Albert Martignoni, Charles Fasel.

Obránci: Albert Geromini, Murezzan Andreossi, Luzius Rüedi.

Útočníci: Louis Dufour, Robert Breiter, Heinrich Meng, Anton Morosani, Richard Torriani, Gianni Andreossi, Fritz Kraatz.

Trenér: Bobby Bell

### Soupiska Velké Británie
4.  Velká Británie 

Brankáři: William Speechley, John Rogers.

Obránci: Charles Wylde, Victor Tait, Wilbert Hurst-Brown.

Útočníci: Blaine Sexton, Colin Carruthers, Eric Carruthers, Ross Cuthbert, Bernard Fawcett, Harold Greenwood, Frederick Melland.

### Soupiska Rakouska
5.  Rakousko 

Brankáři: Hermann Weis, Hans Kail.

Obránci:  Jacques Dietrichstein, Walter Brück, Reginald Spevak.

Útočníci:  Josef Göbl, Hans Tatzer, Herbert Brück, Hans Ertl, Herbert Klang, Ulrich Lederer, Walter Sell.

Trenér: Edgar Dietrichstein.

### Soupiska Francie
6.  Francie 

Brankáři: Philippe Lefebvre, Georges Robert.

Obránci: André Charlet, Albert de Rauch, Calixte Payout. 

Útočníci: Leonhard Quaglia, Albert Hassler, Gérard Simond, Francois Mautin, Philippe Payot, Jacques Lacarriere, Raoul Couvert.

### Soupiska Československa
7.  Československo

Brankáři: Jan Peka, Jaroslav Řezáč.

Obránci: Jaroslav Pušbauer, Josef Šroubek, Wolfgang Dorasil.

Útočníci: Jan Krásl, Josef Maleček, Karel Hromádka, Jiří Tožička, Bohumil Steigenhöfer, Erwin Lichnofsky.

Trenér: František Lorenc.

### Soupiska Belgie
8.  Belgie

Brankář: Hector Chotteau.

Obránci: Roger Bureau, Jacques van Reyschoot, André Bautier.

Útočníci: Mark Pelzer, Pierre van Reyschoot, David Meyer, Willy Kreitz, Guillaume Hoorickx, Jean Meens, Jan van den Wouwer, Albert Collon, François Franck.

Trenér: Jean de Craene.

### Soupiska Německo
9.  Německo

Brankáři: Alfred Steinke, Matthias Leis.

Obránci: Hans Schmid, Franz Kreisel, Walter Sachs.

Útočníci: Erich Römer, Gustav Jaenecke, Martin Schröttle, Marquard Slevogt, Fritz Rammelmayr, Wolfang Kittel.

Trenér: Erich Römer.

### Soupiska Polsko
10.  Polsko

Brankáři: Józef Stogowski, Edmund Czaplicki.

Obránci: Lucjan Kulej, Aleksander Kowalski.

Útočníci: Wlodzimierz Krygier, Tadeusz Adamowski, Stanislaw Pastecki, Aleksander Sluczanowski, Karol Szenajch, Aleksander Tupalski, Kazimierz Zebrowski, Bronislaw Makowsky.

Trenér: Tadeusz Adamowski.

### Soupiska Maďarsko
11.  Maďarsko

Brankáři: Béla Ordódy, Tibor Heinrich.

Obránci: Géza Lator, Frigyes Barna.

Útočníci: Sándor Minder, Miklós Barcza, Béla Weiner, Mátyás Farkas, Pétér Krempels, István Krepuska, József de Révay.

Trenér: Phil Taylor.

## Konečné pořadí
| 3.  | Mistrovství světa | Z | V | R | P | Skóre | B |
| --- | ----------------- | - | - | - | - | ----- | - |
|     | Kanada (CAN)      | 3 | 3 | 0 | 0 | 38:0  | 6 |
|     | Švédsko (SWE)     | 5 | 3 | 1 | 1 | 12:14 | 7 |
|     | Švýcarsko (SUI)   | 5 | 2 | 1 | 2 | 9:21  | 5 |
| 4.  | Velká Británie    | 6 | 2 | 0 | 4 | 11:27 | 4 |
| 5.  | Francie           | 3 | 2 | 0 | 1 | 6:5   | 4 |
| 6.  | Rakousko          | 2 | 0 | 2 | 0 | 4:4   | 2 |
| 7.  | ČSR               | 2 | 1 | 0 | 1 | 3:5   | 2 |
| 8.  | Belgie            | 3 | 2 | 0 | 1 | 9:10  | 4 |
| 9.  | Polsko            | 2 | 0 | 1 | 1 | 4:5   | 1 |
| 10. | Německo           | 2 | 0 | 1 | 1 | 0:1   | 1 |
| 11. | Maďarsko          | 3 | 0 | 0 | 3 | 2:6   | 0 |

| 13. | Mistrovství Evropy |
| 1.  | Švédsko            |
| 2.  | Švýcarsko          |
| 3.  | Velká Británie     |
| 4.  | Francie            |
| 5.  | Rakousko           |
| 6.  | ČSR                |
| 7.  | Belgie             |
| 8.  | Polsko             |
| 9.  | Německo            |
| 10. | Maďarsko           |